# Championnat de France masculin de handball 1987-1988
Navigation
Division 1 1986-1987 Division 1 1988-1989
Le championnat de France de Division 1 masculin 1987-1988 est le plus haut niveau de handball en France. 
Le titre de champion de France est remporté par l'USAM Nîmes. C'est leur premier titre de championnat de France après avoir accumulé les places d'honneur lors des saisons précédentes. Les Gardois ont devancé l'US Créteil, qui a dévoilé ses ambitions pour les années à venir, et l'USM Gagny, quelque peu usée par un trop long exercice du pouvoir.

## Effectifs et transferts
Voir « Hand-ball : bulletin fédéral n°232 : Présentation de la saison », Fédération française de handball, novembre 1987 (consulté le 23 avril 2020), p. 5 à 15.
Parmi les mutations importantes de l'inter-saison, on peut noter :
- Branko Štrbac (en) : de l'Étoile rouge de Belgrade à l'USAM Nîmes
- Arnulf Meffle (de) : de TuS Hofweier au RC Strasbourg
- Philippe Médard : de l'USM Gagny au Montpellier Paillade SC
- Frédéric Perez : de Stella Sports Saint-Maur à l'US Créteil
- Denis Tristant : du Paris UC à l'US Ivry)
- Jean-Michel Serinet : de Colombes au Girondins de Bordeaux HBC
- Olivier Ouakil : de l'USM Gagny au Livry-Gargan handball
- Philippe Carrara : de Stella Sports Saint-Maur au CSA Kremlin-Bicêtre
- Alain Chiffray : de l'AC Boulogne-Billancourt à l'USM Gagny
- Christophe Perli : de l'ES Saint-Martin-d'Hères au HBC Villeurbanne
- Roland Indriliunas : du Paris Racing Asnières au RC Strasbourg
- Patrick Lepetit : de l'US Ivry au HB Vénissieux 85
- Laurent Munier : de HBC Villefranche  au HB Vénissieux 85

## Classement final
Le classement final du championnat est :
|    | Équipe                    | Pts | J  | G  | N | P  | Bp  | Bc  | Diff |
| -- | ------------------------- | --- | -- | -- | - | -- | --- | --- | ---- |
| 1  | USAM Nîmes                | 60  | 22 | 19 | 0 | 3  | 573 | 434 | 139  |
| 2  | US Créteil                | 57  | 22 | 16 | 3 | 3  | 516 | 458 | 58   |
| 3  | USM Gagny (T)             | 52  | 22 | 13 | 4 | 5  | 515 | 462 | 53   |
| 4  | Stade Messin EC           | 46  | 22 | 10 | 4 | 8  | 449 | 441 | 8    |
| 5  | HB Vénissieux 85 (P)      | 44  | 22 | 9  | 4 | 9  | 550 | 569 | -19  |
| 6  | Stade Marseillais UC      | 42  | 22 | 9  | 2 | 11 | 531 | 533 | -2   |
| 7  | Paris Racing Asnières     | 42  | 22 | 8  | 4 | 10 | 463 | 504 | -41  |
| 8  | US Ivry                   | 40  | 22 | 6  | 6 | 10 | 477 | 493 | -16  |
| 9  | Lille Université Club (P) | 39  | 22 | 6  | 5 | 11 | 494 | 516 | -22  |
| 10 | US Dunkerque              | 39  | 22 | 6  | 5 | 11 | 456 | 497 | -41  |
| 11 | RC Strasbourg (P)         | 38  | 22 | 7  | 2 | 13 | 474 | 500 | -26  |
| 12 | AC Boulogne-Billancourt   | 29  | 22 | 2  | 3 | 17 | 529 | 620 | -91  |

|     | Champion de France et qualifié Coupe des clubs champions |
|     | Qualifié en Coupe des coupes                             |
|     | Qualifié en Coupe de l'IHF                               |
|     | Relégation en Nationale 1B                               |
| (T) | Tenant du titre                                          |
| (P) | Promu de Nationale 1B                                    |

Remarque : il n'y a pas eu de Coupe de France disputée cette saison.

## Meilleurs buteurs
Les meilleurs buteurs du championnat sont :
|    | Joueur                  | Club                    | Buts |
| -- | ----------------------- | ----------------------- | ---- |
| 1  | Andrzej Tłuczyński (pl) | US Créteil              | 148  |
| 2  | Frédéric Volle          | USAM Nîmes              | 146  |
| 3  | Denis Lathoud           | Vénissieux HB 85        | 138  |
| 4  | Velibor Nenadić         | Stade Marseillais UC    | 125  |
| 5  | Bernard Gaffet          | Stade Marseillais UC    | 122  |
| 6  | Frédéric Echivard       | Lille Université Club   | 112  |
| 7  | Manuel Dureuil          | AC Boulogne-Billancourt | 121  |
| 8  | Tomislav Križanović     | US Ivry                 | 120  |
| 9  | Jan Hamers              | USM Gagny               | 112  |
| 10 | Denis Tristant          | US Ivry                 | 107  |

## Champion de France

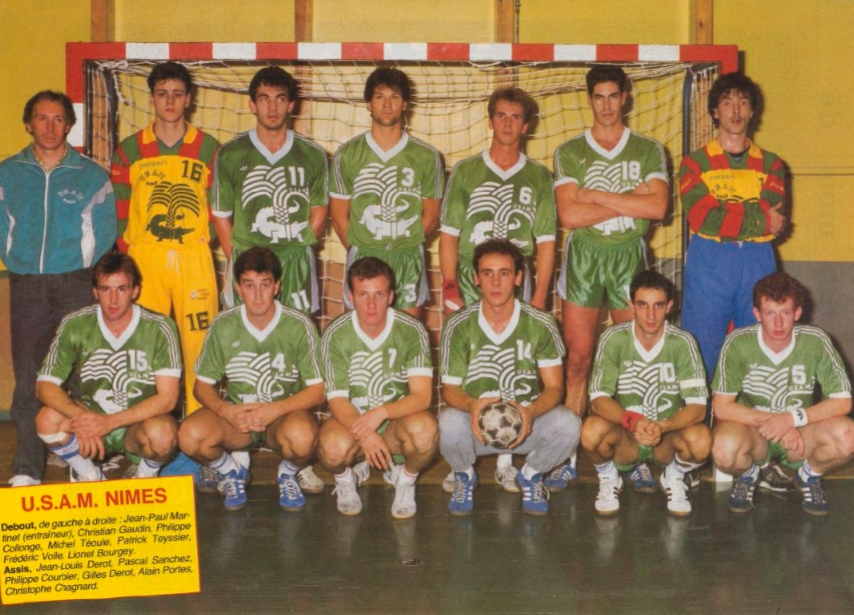
L'USAM Nîmes, Champion de France 1987-88.

| Championnat de France 1987-1988 USAM Nîmes (1er Championnat de France) |

L'effectif de l'USAM Nîmes était, :
Gardiens de but
- Patrick Avesque
- Christian Gaudin
- Lionel Bourgey

Joueurs de champ
- Philippe Collonge
- Michel Téoule
- Patrick Teyssier
- Pascal Sanchez
- Philippe Courbier
- Alain Portes
- Gilles Derot
- Jean-Louis Derot
- Christophe Chagnard
- Frédéric Volle
- Christophe Mazel
- Branko Štrbac (en)

Entraîneur
- Jean-Paul Martinet.